# Pleureuse

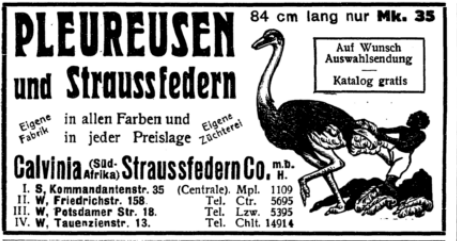
Pleureusen und Straussfedern (1912)

Als Pleureuse (frz.: Klageweib) bezeichnete man im 15. Jahrhundert einen Schulterumhang als Teil der weiblichen Trauerkleidung. Im 18. Jahrhundert und um 1800 wurde der Begriff dann für schwarze Manschetten verwendet, die ebenfalls „bei Hoftrauer getragen“ wurden. Außerdem wurde das Wort für den Trauerrand eines Briefs verwendet.
Zu Beginn des 20. Jahrhunderts (etwa seit 1908) wurde Federschmuck an Frauenhüten so bezeichnet. Später wurde der Begriff auch z. B. für Federboas verwendet.